# 国鉄1285形蒸気機関車
1285形は、かつて日本国有鉄道の前身である鉄道省に在籍したタンク式蒸気機関車である。

## 概要
元は、小倉鉄道が1914年（大正3年）にドイツのヘンシェル・ウント・ゾーン社で3両を製造（製造番号12826 - 12828）した、車軸配置0-6-0(C)26トン級のサイド・ウェルタンク式機関車で、小倉鉄道では3形（3 - 5）と称したが、車両番号は製造番号と逆順に付された。1943年（昭和18年）に小倉鉄道が戦時買収されたのにともない、鉄道省籍を得たものである。その際1285形が付与されたが、鉄道省の制式番号を与えられたのは3と5のみで、4は省番号を与えられないまま同年10月25日付けで熊延鉄道に譲渡され、2（2代）となった。そのため、小倉鉄道3が1285、5が1286となっている。
国有化後も旧線（添田線・初代）にとどまり、桟橋や工事用に使用されたが、1956年（昭和31年）3月1日付けで2両とも廃車となった。熊延鉄道に移った1両（2）は1950年（昭和25年）7月3日付けで廃車となっている。
ヘンシェル製の0-6-0型タンク機関車は、1914年の武蔵野鉄道向けの5両（1 - 5）が最初であり、次いで小倉鉄道の3両、富山鉄道（後の富南鉄道）の2両（1, 2。製造番号 12936, 12935）、1924年（大正13年）に富山鉄道へ1両（3。製造番号20289）が導入されている。武蔵野鉄道向けの5両は本形式より若干小型で、動輪の軸距も不均等（1,500mm+1,200mm）であったが、富山鉄道の3両は、本形式と全く同形で、動輪軸距も均等（1,400mm+1,400mm）である。
富山鉄道の3両については、1が1941年に富山電気鉄道（現在の富山地方鉄道）へ会社合併により籍を移し、1949年に2612と改番された後、1951年10月に廃車された。2は、1939年3月に富岩鉄道へ譲渡され、同社の2となったが、1940年に日本製鋼所室蘭工場に譲渡され、12となった。1949年に廃車の後、1951年に栗林商会（北海道）、1955年に室蘭埠頭に譲渡されている。3については、1939年5月に富岩鉄道に譲渡され、1941年に富山電気鉄道に移籍後、1949年に2613と改番されたのち、1953年に廃車された。
本形式は、地方私鉄用として好適であったようで、日本車輌製造（鉄道省1225形）や今村製作所で模倣機が製造されている。

## 主要諸元
鉄道省1285形の諸元を記す。
- 全長 : 8,172mm
- 全高 : 3,578mm
- 全幅 : 2,660mm
- 軌間 : 1,067mm
- 車軸配置 : 0-6-0(C)
- 動輪直径 : 914mm
- 弁装置 : ワルシャート式
- シリンダー（直径×行程） : 330mm×451mm
- ボイラー圧力 : 12.0kg/cm2
- 火格子面積 : 0.87m2
- 全伝熱面積 : 45.37m2
  - 煙管蒸発伝熱面積 : 41.1m2
  - 火室蒸発伝熱面積 : 4.27m2
- 小煙管（直径×長サ×数） : 44mm×2,692mm×125本
- 機関車運転整備重量 : 25.77t
- 機関車空車重量 : 19.50t
- 機関車動輪上重量（運転整備時） : 25.77t
- 機関車動輪軸重（各軸均等） : 8.59t
- 水タンク容量 : 4.1m3
- 燃料積載量 : 1.0t
- 機関車性能
  - シリンダ引張力（0.85P） : 5,480kg
- ブレーキ装置 : 手ブレーキ、蒸気ブレーキ